# Opsanus dichrostomus
Opsanus dichrostomus is een straalvinnige vissensoort uit de familie van kikvorsvissen (Batrachoididae). De wetenschappelijke naam van de soort is voor het eerst geldig gepubliceerd in 2001 door Collette.